# جی. صفرا ساراسین
جی. صفرا ساراسین (انگلیسی: J. Safra Sarasin) شرکت خدمات مالی و بانکداری سوئیسی است، که در سال ۱۸۴۱ تأسیس شد.